# Pierre Collignon
Pierre Blaagaard Collignon (født 27. juli 1972) er en dansk journalist og tidligere chefredaktør på Jyllands-Posten, og som siden april 2018 er debatredaktør hos Berlingske.
Collignon blev uddannet som journalist i 1997, og derefter ansat ved Jyllands-Posten. Sideløbende med sin journalist-uddannelse studerede han sociologi ved Aarhus Universitet 1993–1994. Derudover har han gennemgået New Leaders Program i 2007 ved Northwestern University og taget MBA-uddannelsen (2008–2010). På Jyllands-Posten var Collignon Moskva-korrespondent fra 1997 til 1999. Herefter blev han reporter ved avisen for så i 2001 at vende tilbage til rollen som korrespondent. Han skiftede til et job som redaktør i 2005. I 2008 blev han nyhedschef ved avisen og siden, i 2012, chefredaktør. Efter tyve år hos Jyllands-Posten fratrådte han i 2016 stillingen som chefredaktør og afløstes af Jacob Nybroe. I 2017 tildeltes han et fellowship ved Syddansk Universitet og i april 2018 blev han debatredaktør hos Berlingske i stedet for Anne Sophia Hermansen.
Collignon har medvirket i TV 2's ugentlige mediemagasin Presselogen.

## Kontrovers
Pierre Collignon gerådede i en kontrovers i forbindelse med et interview, som to journalister på Jyllands-Posten havde lavet med Naser Khader ifm. dennes forslag om at forbyde bestemte beklædningsgenstande i Danmark. Khader havde bl.a. udtalt, at "[h]vis man skal tillade burka, når man går i sin have, så skal man til at lave mange undtagelser. Derfor kan vi lige så godt være konsekvente og sige, at burkaen ikke hører hjemme i Danmark". Journalisterne samlede derefter udtalelser fra hans parti-kolleger samt ordførere for andre partier. Det viste sig, at Khaders udtalelser i deres daværende form ikke blev bakket op af de andre ordførere. Collignon valgte, at Naser Khader skulle have lov til at ændre sine udtalelser, så de blev mere spiselige, hvorefter journalisterne skulle indhente kommentarer til dem i deres nye form. De oprindelige journalister på historien fastholdt, at det oprindelige citat var korrekt, og at historien var relevant, men de blev derefter taget af historien og fik besked på ikke at udtale sig om sagen.
Jyllands-Postens chefredaktør Jørn Mikkelsen forsvarede Collignons handlinger og udtalte til Politiken, at »[m]an skal jo sikre sig, at man vitterligt har forstået det rigtigt, før man trykker noget i avisen. Derfor researcher vi historien helt i bund, og hvis vi havde fastholdt det oprindelige citat, ville vi jo gøre det mod bedre vidende«.